# Skałka (Karkonosze)
Skałka (Skałka nad Tramwajem, 425–430 m n.p.m.)  – skała w Karkonoszach.
Spora granitowa skała o wysokości 15 m położona na brzegu rzeki Podgórna blisko ujścia potoku Czerwień w miejscowości Podgórzyn Górny przy drodze do miejscowości  Przesieka.